# Kurt Andermann

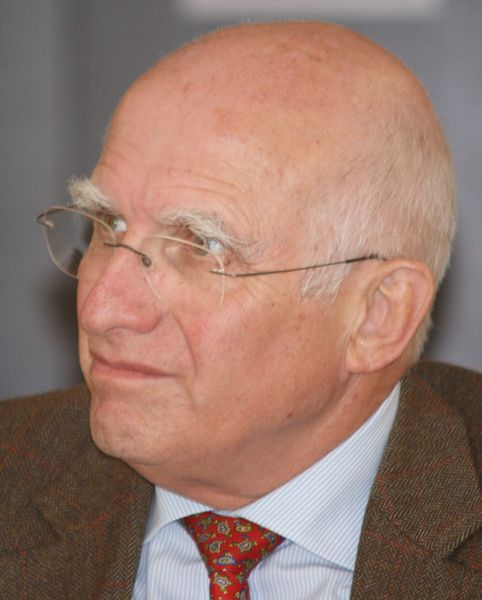
Kurt Andermann im Jahr 2017, aufgenommen von Werner Maleczek auf einer Reichenau-Tagung des Konstanzer Arbeitskreises für mittelalterliche Geschichte

Kurt Andermann (* 15. August 1950 in Speyer) ist ein deutscher Historiker und Archivar. Er forscht vor allem zur südwestdeutschen und vergleichenden Landesgeschichte sowie zur Verfassungs- und Sozialgeschichte des Mittelalters.

## Leben
Der in Speyer geborene Kurt Andermann studierte an der Universität Mannheim von 1971/72 bis 1977 die Fächer Geschichte, Germanistik, Politische Wissenschaft und Deutsche Rechtsgeschichte. 1976/77 legte er das Staatsexamen für das Lehramt an Gymnasien ab. Im Jahr 1982 wurde er in Mannheim mit einer von Fritz Trautz und Ulf Dirlmeier betreuten Arbeit über die Geschichte des pfälzischen Niederadels im späten Mittelalter promoviert.
Seit 1978 war er im staatlichen Archivdienst des Landes Baden-Württemberg tätig. Von 1980 bis 1982 besuchte er die Archivschule Marburg. Von 1982 bis 2010 war er in der baden-württembergischen Landes- und Kreisbeschreibung tätig. Von 2011 bis 2016 war Andermann Referatsleiter für die Altbestände im Generallandesarchiv Karlsruhe und 2012/13 interimistischer Leiter des Hohenlohe-Zentralarchivs Neuenstein. Von 1989 bis 1999 nahm er Lehraufträge am Historischen Institut der Universität Mannheim wahr. Seit 2000 ist er Lehrbeauftragter am Historischen Seminar der Universität Freiburg. Im Jahr 2012 wurde er zum Honorarprofessor ernannt. Seine Antrittsvorlesung hielt er am 14. November 2012 in Freiburg über „Vasallität zwischen Nicht-Adel und Adel. Bauernlehen im Spiegel hohenlohischer Überlieferungen“. Andermann ist Mitglied im Konstanzer Arbeitskreis für mittelalterliche Geschichte und in der Kommission für geschichtliche Landeskunde in Baden-Württemberg. Seit 2017 ist er im Ruhestand.

## Forschungsschwerpunkte

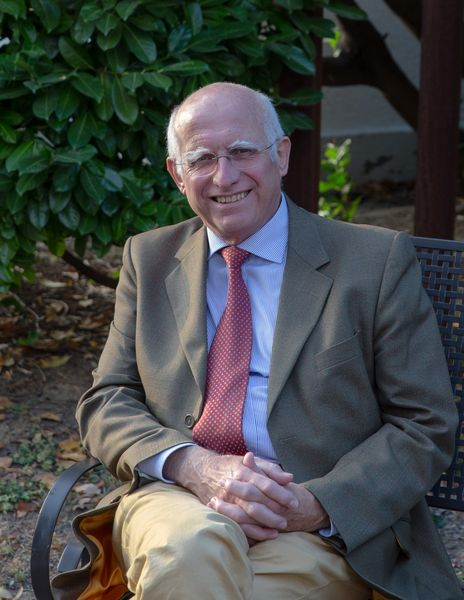
Kurt Andermann im Jahr 2018, aufgenommen von Ernst-Dieter Hehl

Seine Forschungsschwerpunkte sind die südwestdeutsche und vergleichende Landesgeschichte, die allgemeine Verfassungs- und Sozialgeschichte des Mittelalters und der frühen Neuzeit. Andermann legte zur badischen, pfälzischen und fränkischen Geschichte Veröffentlichungen zum Adel, zur Leibeigenschaft, zu den Residenzen oder zu den landesherrlichen Städten vor. In seiner Dissertation befasste er sich mit fünf in der südlichen (linksrheinischen) Pfalz ansässigen Niederadelsfamilien. Er behandelte diese nach dem Schema Genealogie, Besitzentwicklung, das Konnubium, Dienstverhältnisse und Abhängigkeiten sowie die geistlichen Pfründen. Im Jahr 1982 legte er eine Edition vom ältesten und in zwei Fassungen überlieferten Lehnbuch des Hochstifts Speyer vor. Er verfasste zahlreiche Artikel zum Handwörterbuch zur deutschen Rechtsgeschichte und zum Lexikon des Mittelalters. Im Herbst 1988 veranstaltete er mit Peter Johanek eine Tagung des Konstanzer Arbeitskreises für mittelalterliche Geschichte zum Thema zwischen Adel und Nichtadel. Die Beiträge wurden 2001 herausgegeben. Andermann befasste sich darin mit der sozialen Mobilität in oberdeutschen Städten. Im Herbst 2015 organisierte Andermann mit Enno Bünz eine Reichenau-Tagung des Konstanzer Arbeitskreises für mittelalterliche Geschichte mit dem Thema „Kirchenvogtei und adlige Herrschaftsbildung im europäischen Mittelalter“. Die Beiträge wurden 2019 veröffentlicht. Er legte 2019 eine Edition des ältesten Urbars des Klosters Amorbach von 1395/97 vor. Für die Entstehung der Abtei nimmt Andermann nicht 734, sondern das 10. Jahrhundert an. Bei der Handschrift konnte Andermann zwei hauptsächlich für die Anlage des Urbars verantwortliche Hände und für kürzere Zusätze einige weitere Schreiber identifizieren.
Andermann stieß 1978 auf 16 Trachtenbilder aus der Zeit um 1600, die sich im Generallandesarchiv Karlsruhe in einer dort verwahrten Handschrift (Abt. 65, Nr. 626) erhalten haben. Herkunft und Entstehung sind unbekannt. 36 Jahre später konnte er eine Publikation dazu realisieren. Er untersuchte in einem Beitrag die ratsfähige Speyrer Oberschicht. Diese präsentiert sich in den Trachtenbildern als ein „gediegenes wohlanständiges Bürgertum, das zwar mit der Mode geht, es dabei aber nicht übertreibt“.
Andermann erwarb sich Verdienste um die Sicherung und Zugänglichmachung von Adelsarchiven vor allem aus dem Kraichgau. Er hat vor allem die reichhaltige urkundliche Überlieferung der vielfach noch in Privatbesitz befindlichen ritterschaftlichen Archive erschlossen. Mehrere Publikationen mit Urkundenregesten stammen dazu von ihm. Er erschloss mit 125 Regesten die im Landesarchiv Speyer aufbewahrte Sammlung der Rechtstitel von Engelhard von Neipperg, eines adligen Ritters in kurpfälzischen Diensten. Ebenfalls legte er 1995 ein Regestenwerk zum Adelsheim’schen Archiv vor. Die 533 erarbeiteten Regesten umfassen die Zeit von 1291 bis 1875. Durch Rückgriff auf die kopiale Überlieferung, also auf Abschriften aus dem 19. und früheren Jahrhunderten, rekonstruierte Andermann die Urkunden eines 1848 größtenteils vernichteten Adelsarchivs. Mit Franz Maier brachte er ein 500 Seiten umfassendes Werk mit mehr als 1000 Regesten aus der Zeit von 1243 bis 1845 zu den Urkunden aus dem Freiherrlich von Gemmingen’schen Archiv auf Burg Hornberg heraus.
Er ist Begründer und Organisator (seit 1996) der Kraichtaler Kolloquien (Tagungen und Schriftenreihe). Die von Andermann 2014 herausgegebenen Beiträge des neunten Kraichtaler Kolloquiums analysieren die Familiengeschichte der Neipperg von ihren Anfängen im Hochmittelalter bis in das 20. Jahrhundert. Mit Gerhard Fouquet war er 2016 Herausgeber eines Bandes des zehnten Kraichtaler Kolloquiums über den Kleinkredit in Mittelalter und Früher Neuzeit im ländlichen Raum. Darin wurden die Kreditbeziehungen im ländlichen Raum vom 13. bis zum 18. Jahrhundert mit einem geographischen Schwerpunkt auf Süd- und Mitteldeutschland und die Schweiz erforscht. Andermann befasste sich dabei mit der Rolle des Ritteradels als Kreditgeber in Spätmittelalter und Früher Neuzeit im südwestdeutschen Raum. Er konnte anhand von Rechnungen und Urkunden herausarbeiten, dass große Teile des Ritteradels wirtschaftlich gut situiert waren. Er widerlegt somit in Teilen das in der früheren Forschung vertretene Bild des Adels in der Krise.
Der 500. Jahrestag der Gründung des Landauer Ritterbundes im September 2020 nahmen Andermann und Ulrich A. Wien zum Anlass zu einer vom Historischen Verein der Pfalz getragene Fachtagung einzuladen, in deren Rahmen die Geschichte Landaus um 1500 im Mittelpunkt stand. Das Ergebnis gaben Andermann und Wien in einem Sammelband 2023 heraus.

## Schriften
Monografien
- Studien zur Geschichte des pfälzischen Niederadels im späten Mittelalter. Eine vergleichende Untersuchung an ausgewählten Beispielen (= Schriftenreihe der Bezirksgruppe Neustadt im Historischen Verein der Pfalz. Bd. 10). Verlag des Historischen Vereins der Pfalz, Speyer 1982.
- Guttenberg über dem Neckar. Die Geschichte einer Burg und ihrer Herrschaft. Thorbecke, Ostfildern 2021, ISBN 978-3-7995-1548-1.

Editionen
- mit Franz Maier: Die Urkunden des Freiherrlich von Gemmingen’schen Archivs von Burg Hornberg über dem Neckar. Regesten 1283 bis 1845 (= Sonderveröffentlichungen des Heimatvereins Kraichgau e. V. Nr. 38). verlag regionalkultur, Heidelberg 2018, ISBN 3-95505-057-2.
- Das älteste Urbar des Klosters Amorbach von 1395/97 (= Veröffentlichungen der Kommission für Geschichtliche Landeskunde in Baden-Württemberg, Reihe A, Quellen. Bd. 62). Kohlhammer, Stuttgart 2019, ISBN 978-3-17-036522-3.
- Die Urkunden des Freiherrlich von Adelsheim’schen Archivs zu Adelsheim (Regesten) 1291–1875 (= Zwischen Neckar und Main. Bd. 27). Verein Bezirksmuseum Buchen, Buchen 1995, ISBN 3-923699-17-4.
- Das Kopialbuch des Engelhard von Neipperg († 1495). Urkundenregesten (um 1235) 1331–1493 (= Sonderveröffentlichungen des Heimatvereins Kraichgau. Bd. 11). Heimatverein Kraichgau, Sinsheim 1994, ISBN 3-921214-09-2.

Herausgeberschaften
- mit Gerrit Jasper Schenk: Bauernkrieg. Regionale und überregionale Aspekte einer sozialen Erhebung (= Kraichgauer Kolloquium. Bd. 14). Thorbecke, Ostfildern 2024, ISBN 978-3-7995-9284-0.
- mit Ulrich  A.  Wien: Begegnungsraum Stadt. Bürger, Adel, Geistlichkeit. Landau in der Vormoderne  (= Forschungen zur pfälzischen Landesgeschichte. Bd. 3). verlag regionalkultur, Ubstadt-Weiher 2023, ISBN 978-3-95505-409-0.
- mit Gerrit Jasper Schenk: Wasser. Ressource – Gefahr – Leben (= Kraichtaler Kolloquien. Bd. 12). Thorbecke, Ostfildern 2020, ISBN 978-3-7995-9282-6.
- mit Enno Bünz: Kirchenvogtei und adlige Herrschaftsbildung im europäischen Mittelalter (= Vorträge und Forschungen. Bd. 86). Thorbecke, Ostfildern 2019, ISBN 978-3-7995-6886-9 (online).
- mit Wolfgang Breul: Ritterschaft und Reformation (= Veröffentlichungen des Instituts für Geschichtliche Landeskunde an der Universität Mainz. Bd. 75). Franz Steiner Verlag, Mainz 2019, ISBN 978-3-515-12258-0.
- mit Nina Gallion: Weg und Steg. Aspekte des Verkehrswesens von der Spätantike bis zum Ende des Alten Reiches (= Kraichtaler Kolloquien. Bd. 11). Thorbecke, Ostfildern 2018, ISBN 978-3-7995-9281-9.
- mit Gerhard Fouquet: Zins und Gült. Strukturen des ländlichen Kreditwesens in Spätmittelalter und Frühneuzeit (= Kraichtaler Kolloquien. Bd. 10). bibliotheca academica Verlag, Epfendorf 2016, ISBN 978-3-928471-99-2.
- mit Oliver Auge: Dorf und Gemeinde. Grundstrukturen der ländlichen Gesellschaft in Spätmittelalter und Frühneuzeit (=  Kraichtaler Kolloquien. Bd. 8). Bibliotheca-Academica-Verlag, Epfendorf 2012, ISBN 978-3-928471-97-8.
- mit Sönke Lorenz: Zwischen Stagnation und Innovation. Landsässiger Adel und Reichsritterschaft im 17. und 18. Jahrhundert (=  Schriften zur südwestdeutschen Landeskunde. Bd. 56). Thorbecke, Ostfildern 2005, ISBN 3-7995-5256-1.
- mit Peter Johanek: Zwischen Nicht-Adel und Adel (= Vorträge und Forschungen. Bd. 53). Thorbecke, Stuttgart 2001, ISBN 3-7995-6653-8 (online).
- mit Jürgen Treffeisen: Landesherrliche Städte in Südwestdeutschland (= Oberrheinische Studien. Bd. 12). Thorbecke, Sigmaringen 1994, ISBN 3-7995-7812-9.
- Residenzen. Aspekte hauptstädtischer Zentralität von der frühen Neuzeit bis zum Ende der Monarchie (= Oberrheinische Studien. Bd. 10). Thorbecke, Sigmaringen 1992, ISBN 3-7995-7810-2.
- mit Hermann Ehmer: Bevölkerungsstatistik an der Wende vom Mittelalter zur Neuzeit. Quellen und methodische Probleme im überregionalen Vergleich (= Oberrheinische Studien. Bd. 8). Thorbecke, Sigmaringen 1990, ISBN 3-7995-7808-0.
- Historiographie am Oberrhein im späten Mittelalter und in der frühen Neuzeit (= Oberrheinische Studien. Bd. 7). Thorbecke, Sigmaringen 1988, ISBN 3-7995-7807-2.